# Axinopalpus biplagiatus
Axinopalpus biplagiatus är en skalbaggsart som beskrevs av Pierre François Marie Auguste Dejean. Axinopalpus biplagiatus ingår i släktet Axinopalpus och familjen jordlöpare. Inga underarter finns listade i Catalogue of Life.